# ロストフ・ナ・ドヌ市電
ロストフ・ナ・ドヌ市電（ロシア語: Ростовский трамвай）は、ロシア連邦（旧：ソビエト連邦）の都市であるロストフ・ナ・ドヌを走る路面電車。ロシア連邦で唯一となる軌間1,435 mm（標準軌）の路線網を有する。

## 概要
ドン川沿いの都市であるロストフ・ナ・ドヌ最初の市内鉄道は1887年に開通した馬車鉄道で、この路線を電化する形で路面電車が登場したのは1901年12月20日、本格的な旅客営業開始は翌1902年1月2日であった。開業当初から軌間は1,435 mm（標準軌）で、ソビエト連邦（ソ連）樹立後に各地の路面電車路線の軌間が1,524 mmに改められる中でもそのまま維持されており、ソ連および崩壊後のロシア連邦において唯一軌間が標準軌の路面電車路線網となっている。
開業後は路線延伸が続き、1980年代には営業キロ120 kmという広大な路線網を有していた。だがソビエト連邦の崩壊以降は利用客の減少が進んだ事で大規模な路線廃止や車両の廃車が行われ、1998年にはそれまでの17系統が8系統にまで減少した。その要因としてミニバスとの競合に加えて併用軌道における自動車増加による速度低下やダイヤの不確定さ、劣悪な軌道状態が挙げられており、2006年には地下路線を含めた専用軌道への移設による高速運転が可能なメトロトラム化計画が打ち出されたが実現する事は無かった。各地の路線の整備は続いているものの利用客の減少は抑えられておらず、2010年時点の年間利用客が144万8,972人であったものが2018年には73万3,500人にまで減っている。そのため地元のマスメディアからは路面電車自体の廃止が提言される事態に至っているが、市電を始めとした公共交通機関を運営するロストフ・トランスポート（ИИС "Ростов-Транспорт"）はその案を否定しており、今後も車道との分離による速度向上を始めとした交通対策を軸とした路面電車維持の方針を打ち出している。

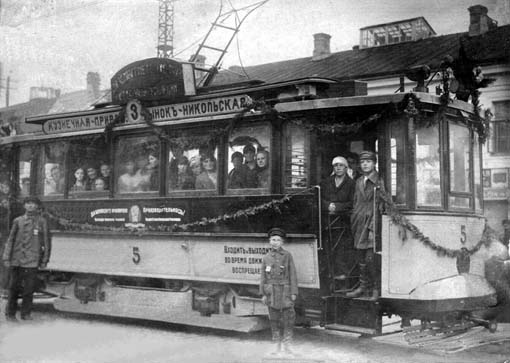
電化初期に導入された2軸車
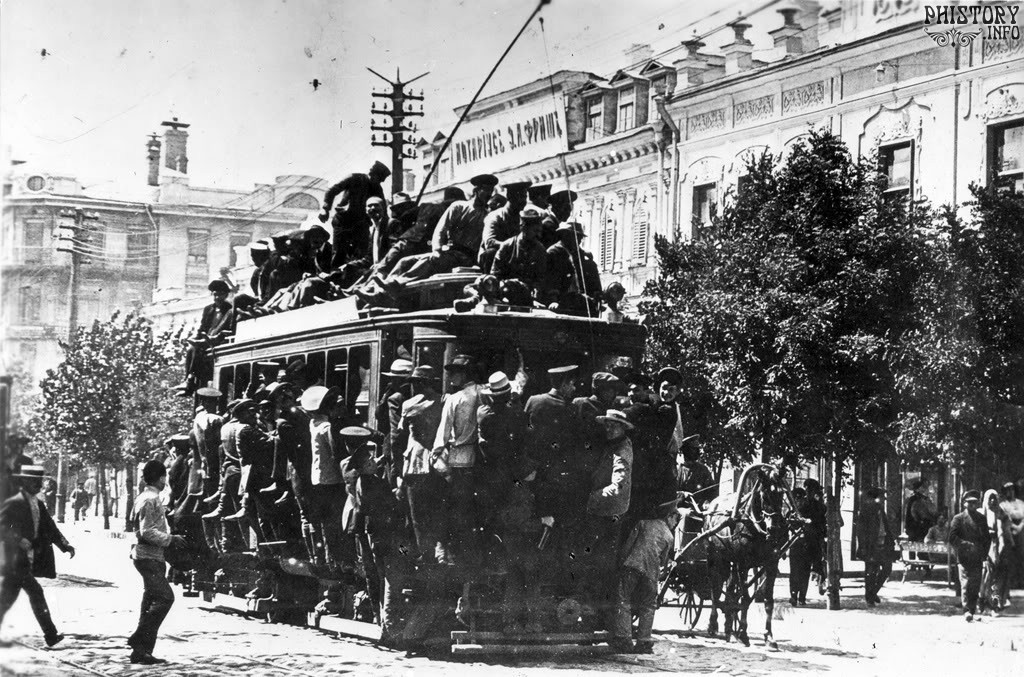
大混雑する電化初期の電車
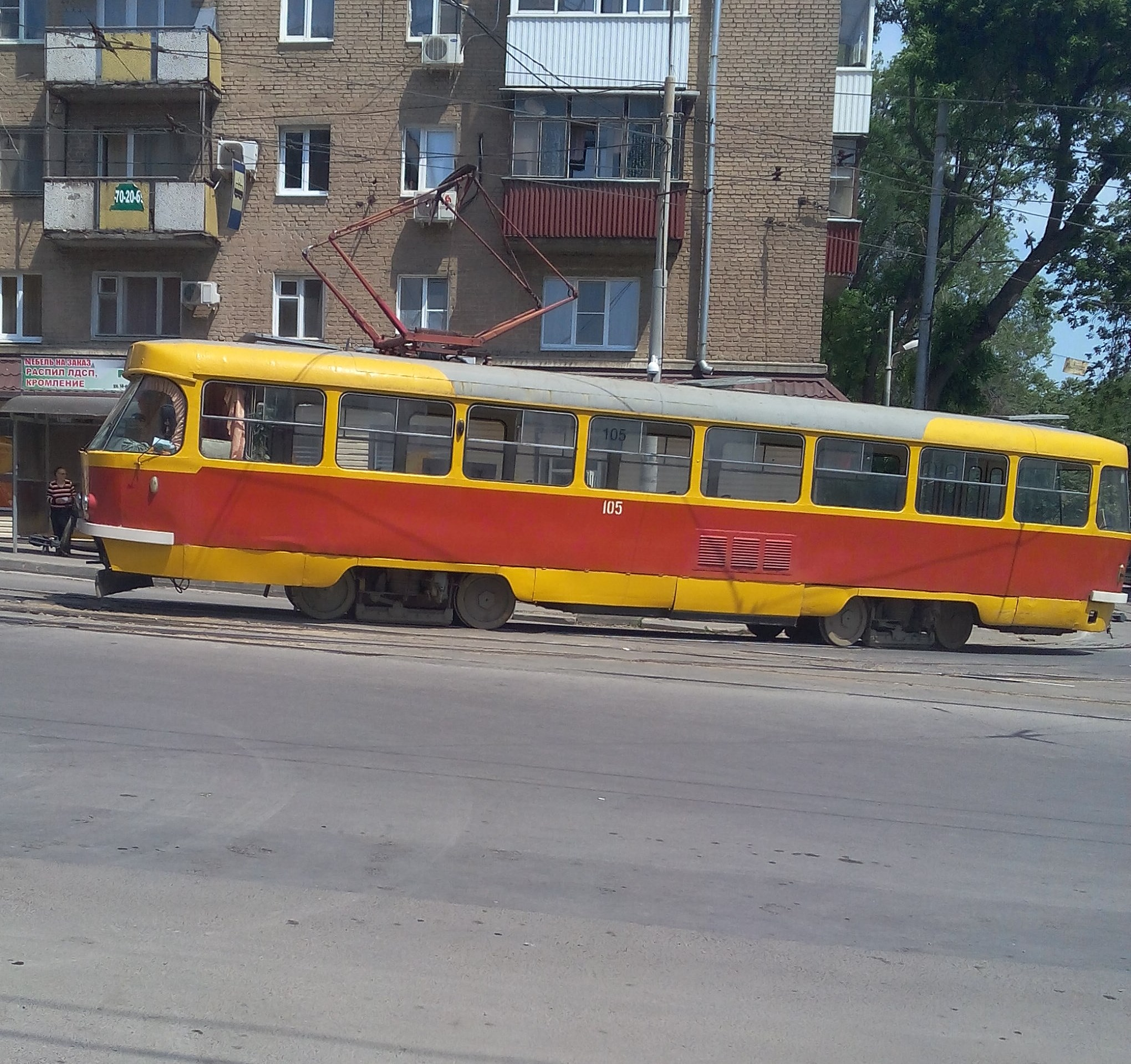
タトラT3は長期に渡り主力車両として使用された（2015年撮影）
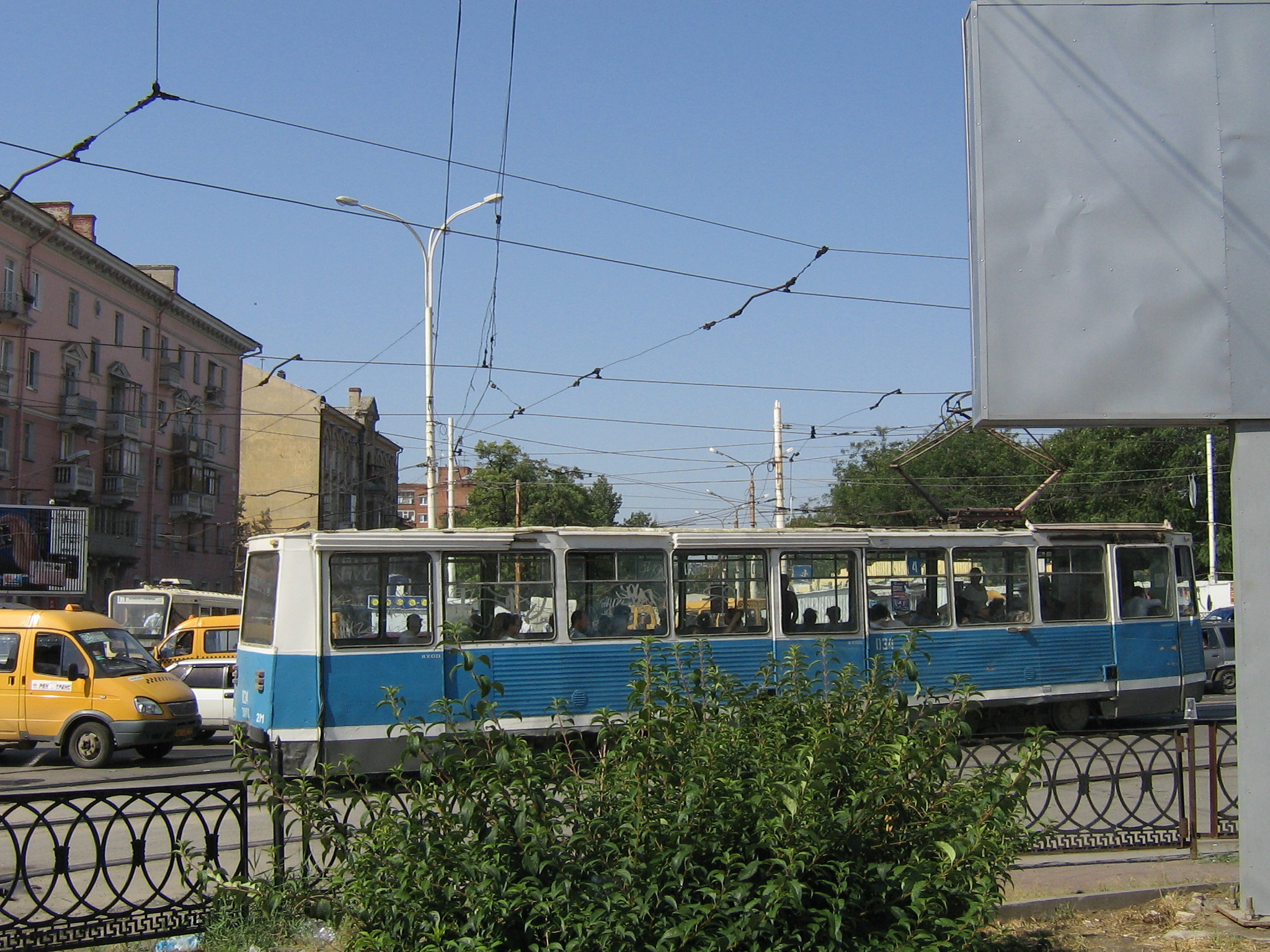
旧ソ連の標準型路面電車車両・KTM-5（2006年撮影）

## 運用
ロストフ・ナ・ドヌ市電は都心部の環状線を中心に複数の支線が伸びる路線網を有しており、2020年現在以下の系統が運行している。運賃は現金もしくはクレジットカードでの乗車券購入時は17ルーブル、路線バスやトロリーバスでも使用可能な交通カードやスマートフォン向けアプリである「プロストール」（Простор）使用時には半額の8.5ルーブルとなる。
| 系統番号 | 起点            | 終点                    | 初電発車時刻 | 終電到着時刻 | 運転間隔 | 備考・参考 |
| -------- | --------------- | ----------------------- | ------------ | ------------ | -------- | ---------- |
| 1        | пр. Театральный | Госпиталь ветеранов ВОВ | 7時18分      | 19時35分     | 12-15分  | [ 10 ]     |
| 4        | Ц. Рынок        | Сельмаш                 | 6時5分       | 22時30分     | 14-24分  | [ 11 ]     |
| 6        | Ц. Рынок        | Текучева                | 6時35分      | 20時9分      | 19-27分  | [ 12 ]     |
| 7        | Ц. Рынок        | ул. Чукотская           | 5時35分      | 21時45分     | 9-16分   | [ 13 ]     |
| 10       | пл. Мичурина    | ЖД-станция «Сельмаш»    | 5時25分      | 19時30分     | 8-22分   | [ 14 ]     |

## 車両
ヨーロッパ諸国と同一の軌間1,435 mm（標準軌）を用いるロストフ・ナ・ドヌ市電はソ連時代からチェコスロバキア（現：チェコ）のタトラ国営会社スミーホフ工場（→ČKDタトラ）が生産した高性能路面電車車両であるタトラカーが多数使用され、特にタトラT1はソビエト連邦国内において初めて導入されたタトラカーとなった。また1万両を超える大量生産が実施されたタトラT3についても400両以上の大量導入が実施された。一方、タトラカー導入前やソ連崩壊直前からはソ連（→ロシア連邦）の路面電車車両メーカーの車両も導入されており、特に2016年から2017年にかけて30両が製造された超低床電車の71-911E（シティスター）は残存していた旧型高床電車の大部分を置き換え、2019年の時点で全列車の8割以上が同形式によって運行されている。
2020年の時点で使用されている形式は以下の通りである。これらに加え、1999年から2000年にかけて利用客減少により全廃されたタトラT3のうち1両が、路面電車開通105周年を迎えた2007年に動態復元されている。一方、2026年以降はロストフ・ナ・ドヌ市電へ向けて独自に設計される76両の3車体連接車の導入が予定されている他、71-911E（シティスター）の更新工事も同時期に実施される事になっている。

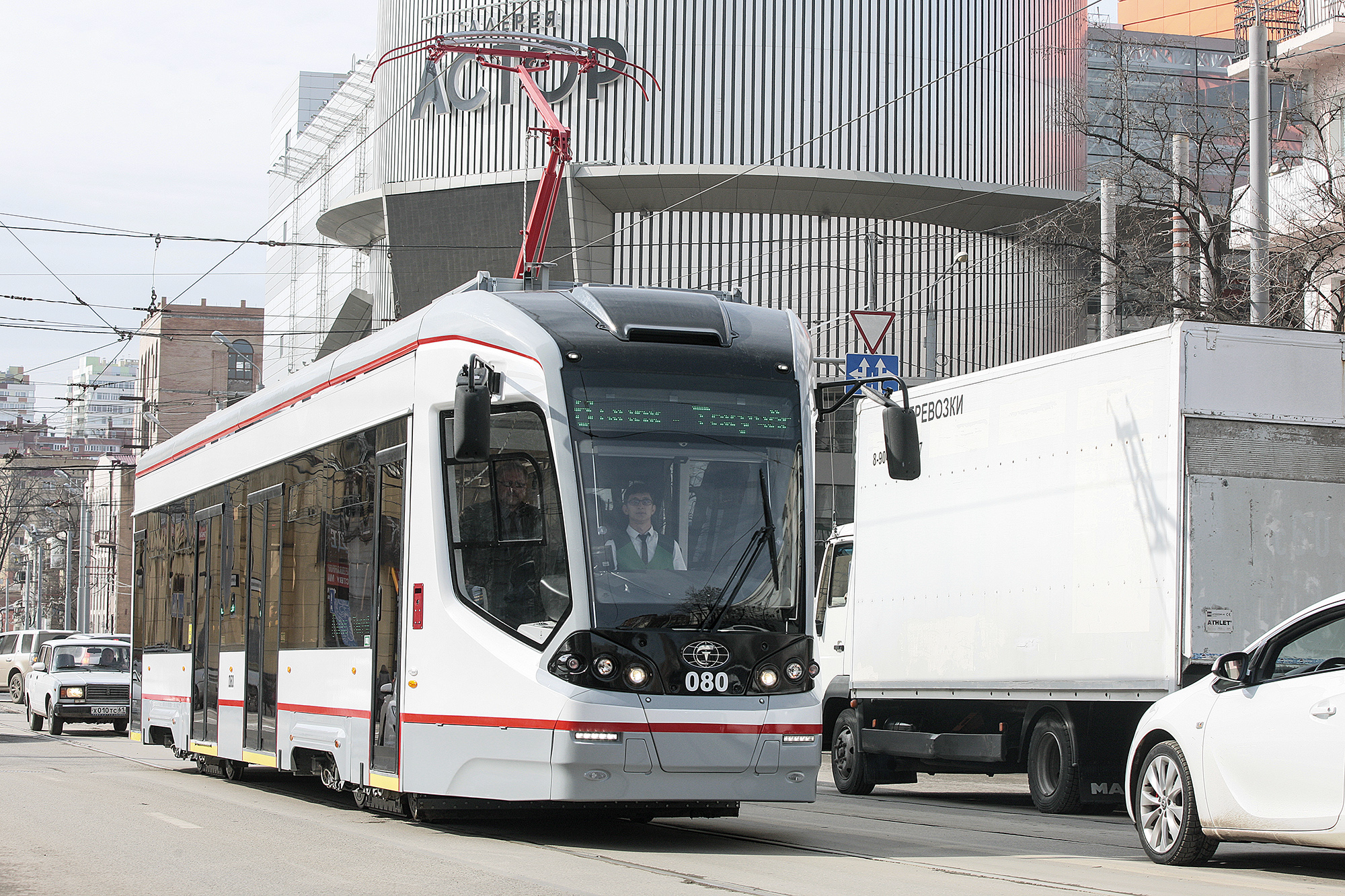
71-911E PC輸送システムズ製の超低床電車・71-911（シティスター）の標準軌仕様
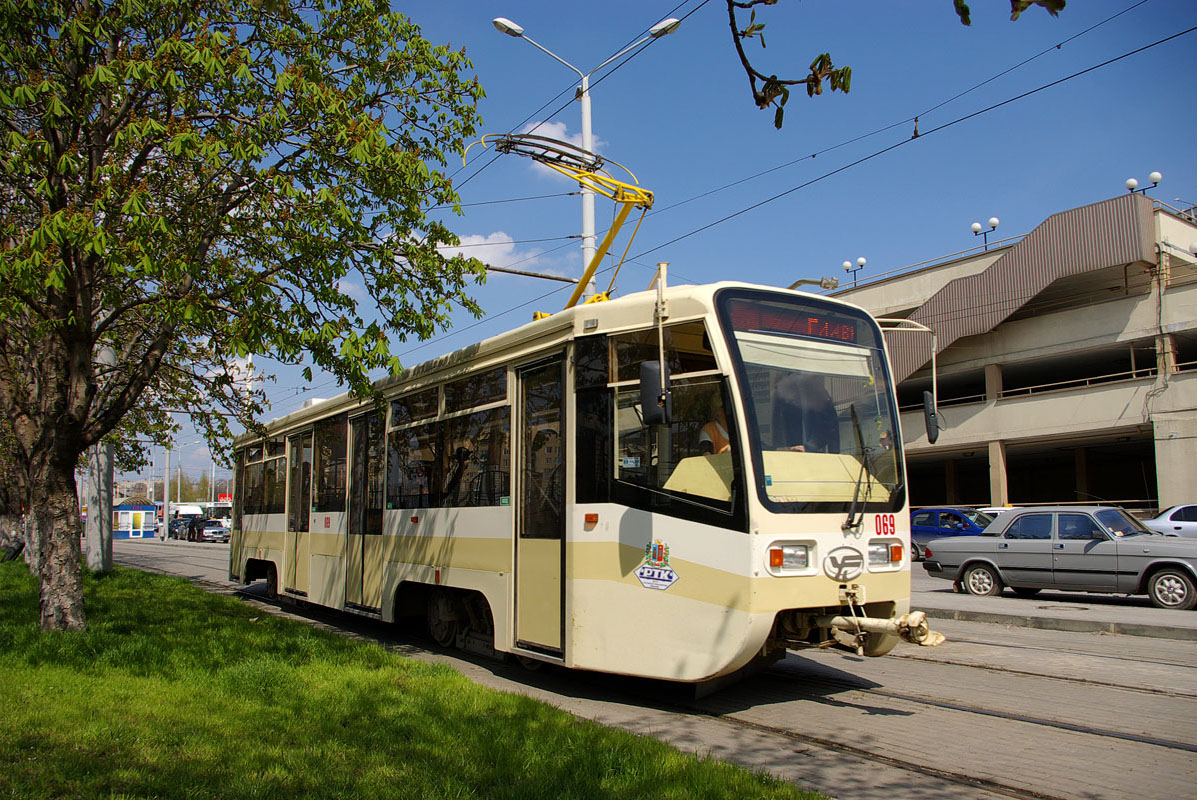
71-619KU、71-619KTU ウスチ＝カタフスキー車両製造工場製の車両 電気機器が異なる2種類の形式が導入された
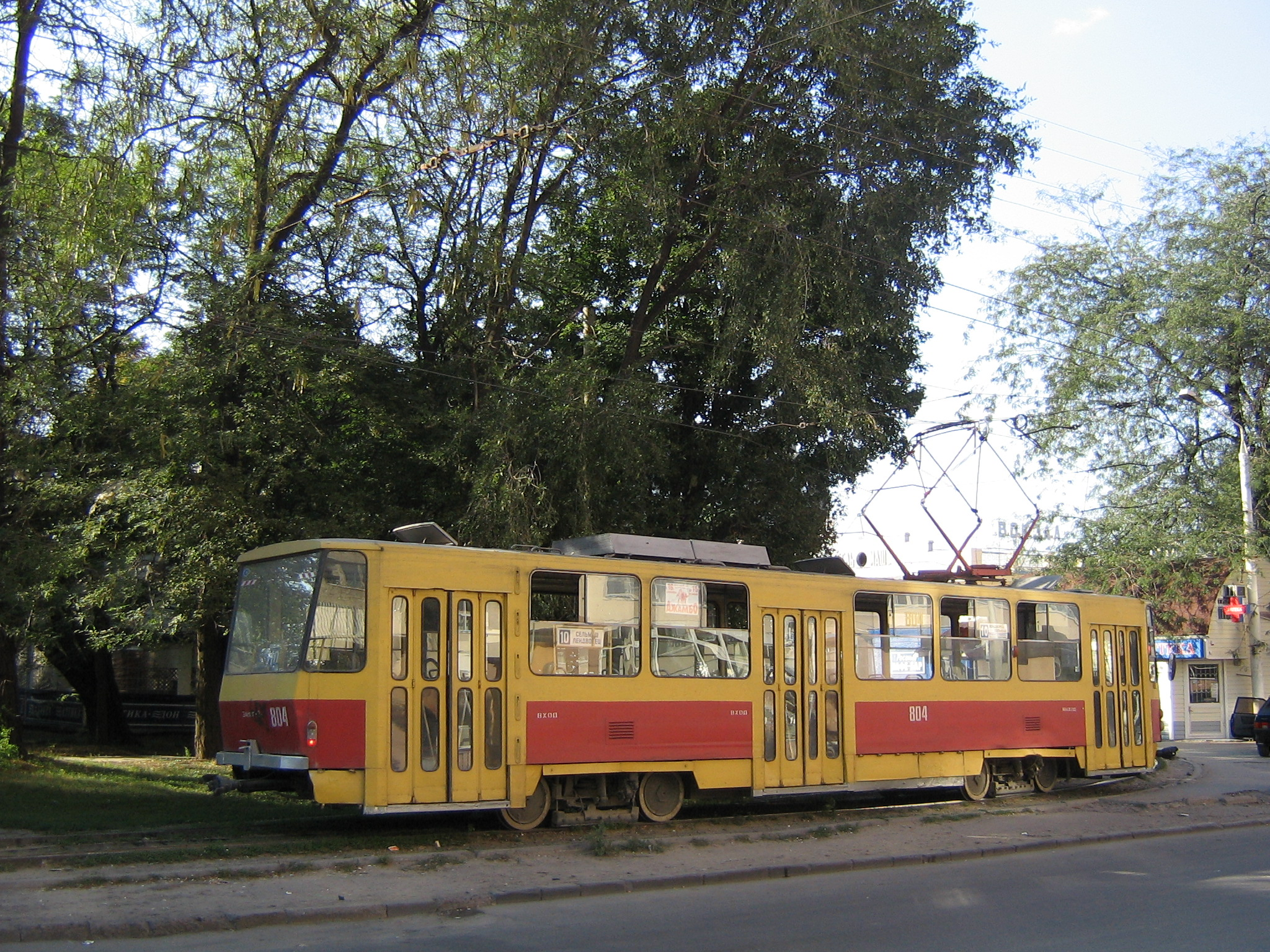
タトラT6B5 チェコスロバキア（現：チェコ）のČKDタトラ製の車両